# Alfred Michaux
Pour les articles homonymes, voir Michaux.

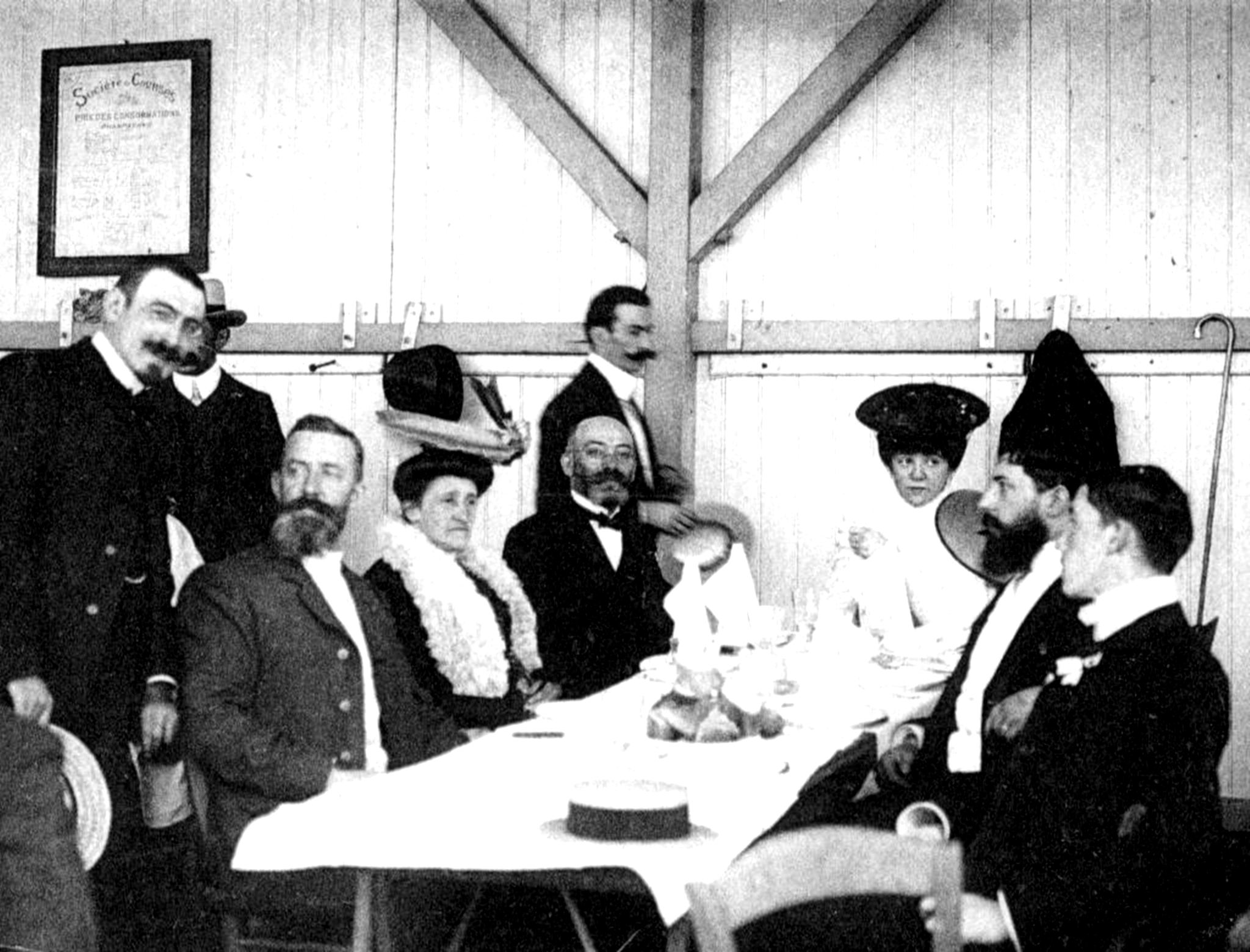
Alfred Michaux assis à gauche, au fond, assis Zamenhof.

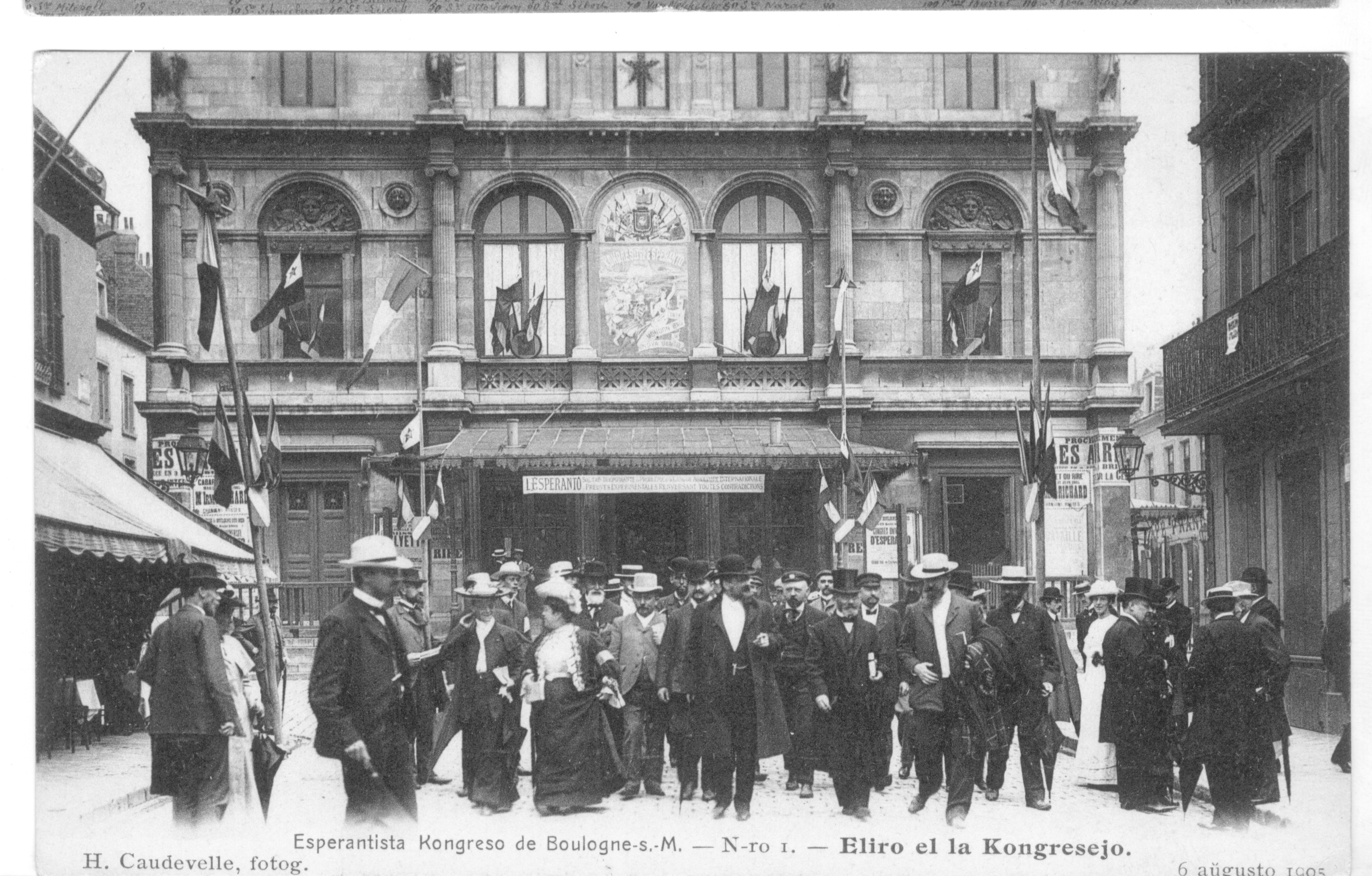
Sortie du premier congrès de 1905 à Boulogne-sur-Mer.

Alfred César Joseph Eugène Michaux, né le 5 juillet 1859 à Clenleu dans le Pas-de-Calais et mort le 26 mars 1937 à Boulogne-sur-Mer, est un avocat et espérantiste français. A sa mort, il est bâtonnier de l'Ordre des Avocats à Boulogne.

## Biographie
Après des études de droit, Alfred Michaux devient avocat à Boulogne-sur-Mer. Il préside plusieurs associations, notamment une intervenant auprès d'enfants délinquants, et une autre dans le domaine sportif.
Passionné par la linguistique, il étudie le langage artificiel à la base de l'élaboration des langues construites. Il se tourne d'abord vers la langue néo-latine de E. Courtonne, puis Louis de Beaufront lui fait découvrir l'espéranto de Louis-Lazare Zamenhof, dont il devient un ardent défenseur.
Le 7 août 1904, Alfred Michaux accueille à Calais une délégation de 120 espérantistes afin de préparer le premier congrès international d'espéranto.
Ce premier congrès mondial d’espéranto a lieu à Boulogne-sur-Mer du 5 au 12 août 1905 et réunit 688 délégués venus de 20 pays, grâce à l'organisation d'Alfred Michaux. Il propose des conférences, débats, expositions, animations culturelles et une excursion en Angleterre. Preuve est faite que l'espéranto, utilisé jusqu'alors essentiellement par écrit, fonctionne parfaitement. Zamenhof assiste à ce premier congrès et élabore lors des réunions de travail la Déclaration de Boulogne.
Alfred Michaux donne de nombreuses conférences pour diffuser l'espéranto en France, ainsi qu'à l'étranger, notamment en Belgique, aux Pays-Bas et en Angleterre.
Alfred Michaux préside la Société internationale des juristes espérantistes (Societon Internacian de Juristoj Esperantistaj).
Il rédige plusieurs articles dans divers journaux et avec un autre espérantiste français, Paul Boulet, une Nouvelle méthode pour apprendre seul l'Espéranto, en 1905.
Il tente également de combiner l'internationalité des racines latines du latino sine flexione, autre langue construite inventée en 1903 par Giuseppe Peano et promue par l'Academia pro Interlingua (dont il est membre), et la régularité de l'espéranto dans son propre projet linguistique, le romanal, mis au point en 1909. Cette langue n'a cependant pas le succès escompté.